# لورا كوتينغام
لورا كوتينغام (بالإنجليزية: Laura Cottingham)‏ هي صحفية وناقدة سينمائية أمريكية، ولدت في 1959.